# Grúzia javasolt világörökségi helyszínei
Grúzia területéről eddig négy helyszín került fel a világörökségi listára, valamint tizennégy további helyszín a javaslati listán várakozik a felvételre.
| Név                                         | Kép | Leírás | Típus      | Kritérium                     | Év   | Link |
| ------------------------------------------- | --- | --- | ---------- | ----------------------------- | ---- | ---- |
| Alaverdi székesegyháza                      |     | A 6. századi Alaverdi-kolostor, amelyhez a székesegyház tartozik, Grúzia Kahéti régiójában található. Maga a székesegyház a 11. században épült a korábbi Szent György-templom helyén. A székesegyház három apszisa kereszt alakot formáz. Külseje dísztelen, egyedül a homlokzatán helyezkednek el vakablakok és boltívek, amelyek monumentális és ünnepélyes hatást keltenek. | kulturális | IV, VI                        | 2007 | 5221 |
| Ananuri                                     |     | Ananuri 17. századi erődítmény az Aragvi folyó bal partján. Az erődítményt két bástya és várfalak alkotják, amelyeken belül több templom található. Az 1689-ben épült Mennybemenetel-templom homlokzata faragványokkal gazdagon díszített, belsejében számos freskó maradt fenn. A 17-18. századi falfestmények a tizenhárom szír atyát ábrázolják. | kulturális | III                           | 2007 | 5222 |
| David Gareji kolostorok és remetelakok      |     | A David Gareji kolostoregyüttes 25 kilométerre Tbiliszitől, közel az azerbajdzsáni határhoz helyezkedik el. 19 középkori kolostor alkotja mintegy 5000 remetecellával. A kolostort a tizenhárom szír atya egyike, Garejeli Szent Dávid alapította a 6. században tanítványaival, amely a középkorban Grúzia legfontosabb zarándokhelyévé vált. A kolostorokban fennmaradt néhány egyedülálló falfestmény, a legkorábbi a 8. századból. | vegyes     | I, II, III, IV, V, VI, VII, X | 2007 | 5224 |
| Dmanisi régészeti helyszín                  |     | A területen őskori és középkori leletek és különböző épületek romjai, szobrai mellett egyedülálló őskori állati és emberi maradványok is napvilágra kerültek. Egyes állati csontokat a kihalt rinocérosz, a korai pleisztocén korból származó Dicerorhinus etruscus etruscus maradványaként azonosítottak. Az itt feltárt 1,75 millió éves emberi maradványok a homo georgicus vagy homo erectus georgicus elnevezést kapták; ezek a a kaukázusi ember legkorábbi jelenlétének bizonyítékai. | kulturális | III, V                        | 2007 | 5225 |
| Gremi Arkangyalok-templom és királyi torony |     | Gremi városát, a hajdani Kahéti Királyság fővárosát I. Abbász perzsa sah dúlta fel a 17. század elején, és nem építették újjá. A város romjai között az 1565-ben épült Mihály és Gábriel arkangyalok templom és a királyi torony együttese viszonylag épen maradt. | kulturális | II, III                       | 2007 | 5226 |
| Kveterai templom                            |     | A grúziai egyházi építészet egyik legkorábbi példája, a kicsi és kecses templom egy 10. századi erőd része. Kereszt alakban elhelyezkedő négy apszisa közt négy fülke helyezkedik el. A kupola alatti központi négyzetet egyrészt az apszisok, másrészt a három negyed hosszúságú fülkék keresztezik, ami egyenlőtlen ágú csillagalakzatot ad ki. Az épület faragott tufából készült. | kulturális | III, IV                       | 2007 | 5227 |
| Mta-Tuséti                                  |     | A Nagy-Kaukázus északi lejtőin elhelyezkedő, 796 négyzetkilométernyi történelmi táj egyike a Kaukázus legkevésbé háborított ökoszisztémáinak. A táj szépsége mellett figyelemre méltó az endemikus növény- és állatfajok sokasága. Az 1650–1900 méteres magasságon az erdős övezetben jellemzője a Pinus sosnowskyi és Betula litwinowii, a szubalpin és alpesi zónák rétjein a legelterjedtebb a Rhododendron caucasicum. A réteken – a kolkhiszi régiótól eltérően – a Nardus glabriculmis, Festuca varia, Alchimilla sp., Sibbaldia parviflora, illetve Carex tristis terjedt el.                                             | vegyes     | IV, V, VII, X                 | 2007 | 5228 |
| Nikorcmindai székesegyház                   |     | A nikorcmindai Szent Miklós-székesegyház, Grúzia egyik legfontosabb középkori műemléke, 1010–1014 között épült III. Bagrat grúz király uralkodása alatt. A székesegyház alaprajza egy hatszögbe illeszkedik, amelynek az oldalaihoz – a nyugati oldal kivételével – apszisok csatlakoznak, így kívülről nézve kereszt alakú. A kápolnákat utólag, de szintén a 11. században építették. A székesegyház gazdag díszítése Krisztus színeváltozását, az utolsó időket és más evangéliumi történeteket ábrázolnak, illetve szenteket, valamint valódi és fantasztikus vadállatokat. A templom belsejében a freskók 16–17. századiak. | kulturális | II, IV                        | 2007 | 5229 |
| Szamtaviszi székesegyház                    |     | Az 1030-ban épült székesegyház különlegességét csonka, majdhogynem négyzet alakú alaprajza adja. A keleti homlokzatot díszes kereszt és ablak ékesíti; ez a megoldás a maga korában újdonságnak számított, és csak utóbb vált népszerűvé. Az épület belsejében 17. századi freskók találhatóak. | kulturális | IV                            | 2007 | 5230 |
| Satili                                      |     | Satili történelmi település a Nagy-Kaukázus északi lejtőjén, közel a csecsen határhoz. A helység középkori és kora újkori erődítmények együttese, amelyek egyaránt szolgáltak védelmi létesítményként és lakóépületként. A teraszosan elhelyezkedő, lapos tetejű épületek közül mintegy hatvan torony emelkedik ki. | kulturális | V                             | 2007 | 5232 |
| Tbiliszi óvárosa                            |     | Az ország másfél évezredes fővárosának építészetét számos külső hatás érte, amelyeket kreatív módon olvasztott be a hagyományos grúziai kultúrába. Tbiliszi földrajzi fekvése meghatározó a város építészetét tekintve: a folyó, jobb partján a hegygerinc és fellegvár, bal partján a sziklás fennsík jól kivehetőek a város általános látképén. Az egyedi műemlékeken (Meteki templom, Szioni székesegyház, Narikala erőd, Ancsiszkáti bazilika) túlmenően Tbiliszi óvárosát a szűk, macskaköves utcácskák, kovácsoltvas erkélyek és hangulatos belső udvarok jellemzik.                                                       | kulturális | II, III, IV, V, VI            | 2007 | 5233 |
| Uplisztszik barlangváros                    |     | A Mtkvari folyó partján, egy sziklatömbön elhelyezkedő barlangváros története a Kr. e. 1-2. évezredben kezdődött. Uplisztszik már a hellenisztikus korban és az ókor végén is fontos vallási, igazgatási és kulturális központnak számított, de fénykorát a 9–11. században élte, a tatárdúlás előtt. A sziklába épült lakónegyedek és közösségi terek mintegy 8 hektáron terülnek el, a középpontban egy palotaegyüttes, mellette két templom áll. | kulturális | II, III, IV, V                | 2007 | 5234 |
| Vani                                        |     | Vani templomváros volt az ókori Kolkhiszban, a Kr. előtti 7–1. század között. Az elmúlt száz év régészeti feltárásai során számos arany- és ezüstékszerre, és gondosan kimunkált használati tárgyakra bukkantak, amelyek a tbiliszi Grúzi Nemzeti Múzeumban vannak kiállítva. | kulturális | II, III, VI                   | 2007 | 5235 |
| Vardzia–Khertvisi                           |     | A Vardzia és Khertvisi közötti terület a Mtkvari folyó felső szakaszán, mintegy 18 kilométer hosszan helyezkedik el. A tájba illeszkednek a sziklába vájt építmények: szerzetesi cellák, közösségi és kiszolgáló létesítmények, amelyeknek keletkezési ideje a 8. századtól a 16. századig terjed. A stratégiai pontokon erődítmények találhatók. A kevés fennmaradt falfestmény a középkori grúz festészet fénykorából (10–16. század) származik. | vegyes     | II, III, IV, V, VI, VII       | 2007 | 5236 |